# Владимир Попов (географ)
Вижте пояснителната страница за други личности с името Владимир Попов.
Владимир Йорданов Попов е български географ, специализирал в геоморфологията и физикогеографията, с особени интереси в карстологията. Той е значим популяризатор на спелеологията и карстовите форми в България, с издадени 13 научнопопулярни книги и над 150 научнопопулярни статии. Носител е на орден „Кирил и Методий“ – I ст.

## Биография
Владимир Попов е роден на 7 март 1912 г. в с. Гостиля, Оряховско. Израства в Стара Загора, където завършва гимназия през 1931 г. Следва в Софийския университет, а след военната си служба става учител по география в Образцовата търговска гимназия (сега Икономически техникум) в София, където преподава 20 години.
През 1955 г. става научен сътрудник, а през 1965 г. – старши научен сътрудник в Географския институт при БАН, където провежда множество научноизследователски дейности свързани най-вече с карста в България.

### Книги
- Градешнишката пещера. София: МТБ, Мед. и физкултура, 1959, 42 с.
- Леденика. София: МТБ, Мед. и физкултура, 1966, 42 с.; 1968, 43 с.
- Пирин. София: Наука и изкуство, 1966, 146 с.
- Снежанка. София: МТБ, Мед. и физкултура, 1967, 32 с.; 1971, 32 с.
- Съева дупка. София: МТБ, Мед. и физкултура, 1969, 36 с.; 1979, 27 с.
- Пещерата Бачо Киро (Вл. Попов, И. Вапцаров). София: МТБ, Мед. и физкултура, 1972, 32 с.
- Геоморфология на българското Черноморско крайбрежие (Вл. Попов, К. Мишев). София: БАН, 1974, 268 с.
- Леденика (албум). София: Мед. и физкултура, 1976, 43 с.
- Пирин (пътеводител). София: Мед. и физкултура, 1979, 112 с.
- Пътешествия под земята. София: Наука и изк., 1982, 152 с.
- Благоустроените пещери в България. София: Мед. и физкултура, 1987, 79 с.
- Проблеми на благоустроените български пещери (Вл. Попов, Р. Радушев). София: Мед. и физкултура, 1989.
- „Карстова морфоскулптура“. – В: География на България, София: БАН, 1997, 2002.